# Daryna Zevina
Daryna Juriïvna Zevina (in ucraino Дарина Юріївна Зевіна?; Kiev, 1º settembre 1994) è una nuotatrice ucraina.

## Palmarès
- Mondiali in vasca corta

Istanbul 2012: oro nei 200m dorso.
Doha 2014: bronzo nei 100m dorso.
Windsor 2016: argento nei 200m dorso.
- Europei:

Londra 2016: argento nei 200m dorso.
- Europei in vasca corta

Eindhoven 2010: oro nei 100m dorso e bronzo nei 200m dorso.
Stettino 2011: oro nei 100m dorso e nei 200m dorso.
Chartres 2012: oro nei 100m dorso e nei 200m dorso.
Herning 2013: oro nei 200m dorso e bronzo nei 100m dorso.
Copenaghen 2017: argento nei 200m dorso.
Glasgow 2019: argento nei 200m dorso.
- Universiadi

Kazan 2013: argento nei 200m dorso.
- Giochi olimpici giovanili

Singapore 2010: oro nei 100m dorso, argento nei 50m dorso e bronzo nei 200m dorso.
- Mondiali giovanili

Lima 2011: oro nei 50m dorso, nei 100m dorso e nei 200m dorso.
- Europei giovanili

Praga 2009: oro nei 100m dorso e nei 200m dorso e argento nei 50m dorso.
Helsinki 2010: oro nei 100m dorso, argento nei 50m dorso e nei 200m dorso.

## International Swimming League
| Stagione 2020 | Stagione 2021 |
| ------------- | ------------- |
| Iron          | NY Breakers   |